# Lijst van verzekeringen in België
Dit is een lijst van verzekeringen in België volgens de indeling door de Autoriteit voor Financiële Diensten en Markten (FSMA).
Belgische banken en verzekeringsmaatschappijen worden gereguleerd door FSMA. De verschillende verzekeringsproducten worden door het FSMA opgedeeld in een aantal types, de zogenaamde "takken". De verzekeringsproducten tak 21 en tak 23 zijn onder die naam bij het grote publiek bekend. Andere verzekeringstypes, zoals de brandverzekering of burgerlijke aansprakelijkheid hebben ook een nummer maar zijn niet onder dat nummer bekend.
Officieus bestaat ook een 'tak 44', de combinatie van tak 21 (zekerheid) met tak 23 (risico). De tak 44 werd door de bank- en verzekeringswereld sinds 2008 commercieel gebruikt om de lage rentevoeten te compenseren om klanten niet te ontmoedigen om nog langer een tak 21 te nemen, en om de risico's van een tak 23 te verkleinen.
| Tak | Beschrijving |
| --- | --- |
| 1a  | Ongevallen behalve arbeidsongevallen: - forfaitaire uitkeringen, schadeloosstellingen en combinaties daarvan. Vervoerde personen. |
| 1b  | Arbeidsongevallen |
| 2   | Ziekte: forfaitaire uitkeringen, schadeloosstellingen en combinaties daarvan; afhankelijkheidsverzekering. |
| 3   | Voertuigcasco met uitzondering van rollend spoorwegmaterieel. Alle schade toegebracht aan: motorrijtuigen, voertuigen zonder motor. |
| 4   | Casco rollend spoorwegmateriaal. Alle schade die eraan toegebracht wordt. |
| 5   | Luchtvaartuigcasco. Alle schade die eraan toegebracht wordt. |
| 6   | Casco zee- en binnenschepen. Alle schade toegebracht aan: binnenschepen, schepen voor de vaart op meren, zeeschepen. |
| 7   | Vervoerde goederen met inbegrip van koopwaren, bagage en alle andere goederen. Alle schade toegebracht aan vervoerde goederen of bagage, ongeacht de aard van het vervoermiddel. |
| 8   | Brand en natuurevenementen. Alle schade toegebracht aan goederen (met uitzondering van de goederen welke onder de sub 3, 4, 5, 6 en 7 bedoelde takken zijn begrepen), wanneer deze zijn veroorzaakt door : brand, ontploffing, storm, natuurevenementen met uitzondering van hagel en vorst, kernenergie, aardverzakking.                                                                                        |
| 9   | Andere schade aan goederen. Alle schade toegebracht aan goederen (met uitzondering van de goederen welke onder sub 3, 4, 5, 6 en 7 bedoelde takken zijn begrepen), wanneer die schade veroorzaakt is door hagel of vorst, alsmede door alle overige niet reeds sub 8 begrepen evenementen, zoals diefstal. |
| 10  | Burgerlijke aansprakelijkheid motorrijtuigen. Elke aansprakelijkheid die het gevolg is van het gebruik van motorrijtuigen. - 10a : verplichte verzekering der burgerrechtelijke aansprakelijkheid inzake motorrijtuigen - 10b : verzekering aansprakelijkheid van de vervoerder |
| 11  | B.A. luchtvaartuigen. Elke aansprakelijkheid die het gevolg is van het gebruik van luchtvaartuigen (met inbegrip van de aansprakelijkheid van de vervoerder). |
| 12  | B.A. zee- en binnenschepen. Elke aansprakelijkheid die het gevolg is van het gebruik van zee- en binnenschepen (met inbegrip van de aansprakelijkheid van de vervoerder). |
| 13  | Algemene B.A. Alle overige niet reeds onder de nrs. 10, 11 en 12 vermelde vormen van aansprakelijkheid. |
| 14  | Krediet: - algemene insolventie; - exportkrediet; - verkoop op afbetaling; - hypothecair krediet; - landbouwkrediet. |
| 15  | Borgtocht: zowel de directe borgtocht als de indirecte borgtocht. |
| 16  | Diverse geldelijke verliezen: - risico van gebrek aan werk; - (algemeen) tekort aan ontvangsten; - slecht weer; - winstderving; - doorlopende hoge algemene kosten; - onvoorziene bedrijfsuitgaven; - verlies van verkoopwaarde; - huur- of inkomstenderving; - andere indirecte bedrijfsverliezen dan bovengenoemde; - niet met een bedrijf samenhangende geldelijke verliezen; - overige geldelijke verliezen. |
| 17  | Rechtsbijstand. |
| 18  | Hulpverlening: - hulpverlening aan in moeilijkheden verkerende personen die op reis zijn of zich buiten hun woonplaats of vaste verblijfplaats bevinden; - hulpverlening onder andere omstandigheden. |
| 21  | Zgn. tak 21 spaarverzekeringen met kapitaalsgarantie. Levensverzekeringen, niet verbonden met beleggingsfondsen, met uitzondering van bruidsschats- en geboorteverzekeringen. |
| 22  | Bruidsschats- en geboorteverzekeringen, niet verbonden met beleggingsfondsen. |
| 23  | Zgn. tak 23 spaarverzekeringen zonder kapitaalsgarantie. Levens-, bruidsschats- en geboorteverzekeringen in verband met beleggingsfondsen. |
| 24  | De in Ierland en het Verenigd Koninkrijk bestaande verzekering genaamd "permanent health insurance" (niet opzegbare ziekteverzekering van lange duur). |
| 25  | Tontineverrichtingen. |
| 26  | Kapitalisatieverrichtingen. |
| 27  | Beheer van collectieve pensioenfondsen. |
| 28  | De verrichtingen zoals bedoeld in boek IV, titel 4, hoofdstuk I van de Franse "Code des assurances". |
| 29  | De in de wetgeving op de sociale verzekering omschreven en bedoelde verrichtingen in verband met de duur van het leven van de mens, voor zover deze in overeenstemming zijn met de wetgeving van een Lid-Staat, en door verzekeringsondernemingen voor eigen risico worden verricht of beheerd. |
| 44  | (niet-officiële code) Een combinatie van een spaarverzekering tak 21 (zekerheid) en tak 23 (risico). |